# بيتر ووترمان
بيتر ووترمان (بالإنجليزية: Peter Waterman)‏ مواليد 8 ديسمبر 1934 في الطرف الشرقي من لندن، إنجلترا - الوفاة 16 يناير 1986 في لندن، إنجلترا، كان ملاكم محترف إنجليزي صنّف ضمن فئة وزن الوسط. سبق أن شارك في دورة الألعاب الأولمبية الصيفية سنة 1952.

## روابط خارجية
- بيتر ووترمان على موقع بوكس ريك (الإنجليزية) (registration required)
- بيتر ووترمان على موقع أوليمبيديا (الإنجليزية)
- بيتر ووترمان على موقع اللجنة الأولمبية البريطانية (الإنجليزية)